# Jeannine Gaspár

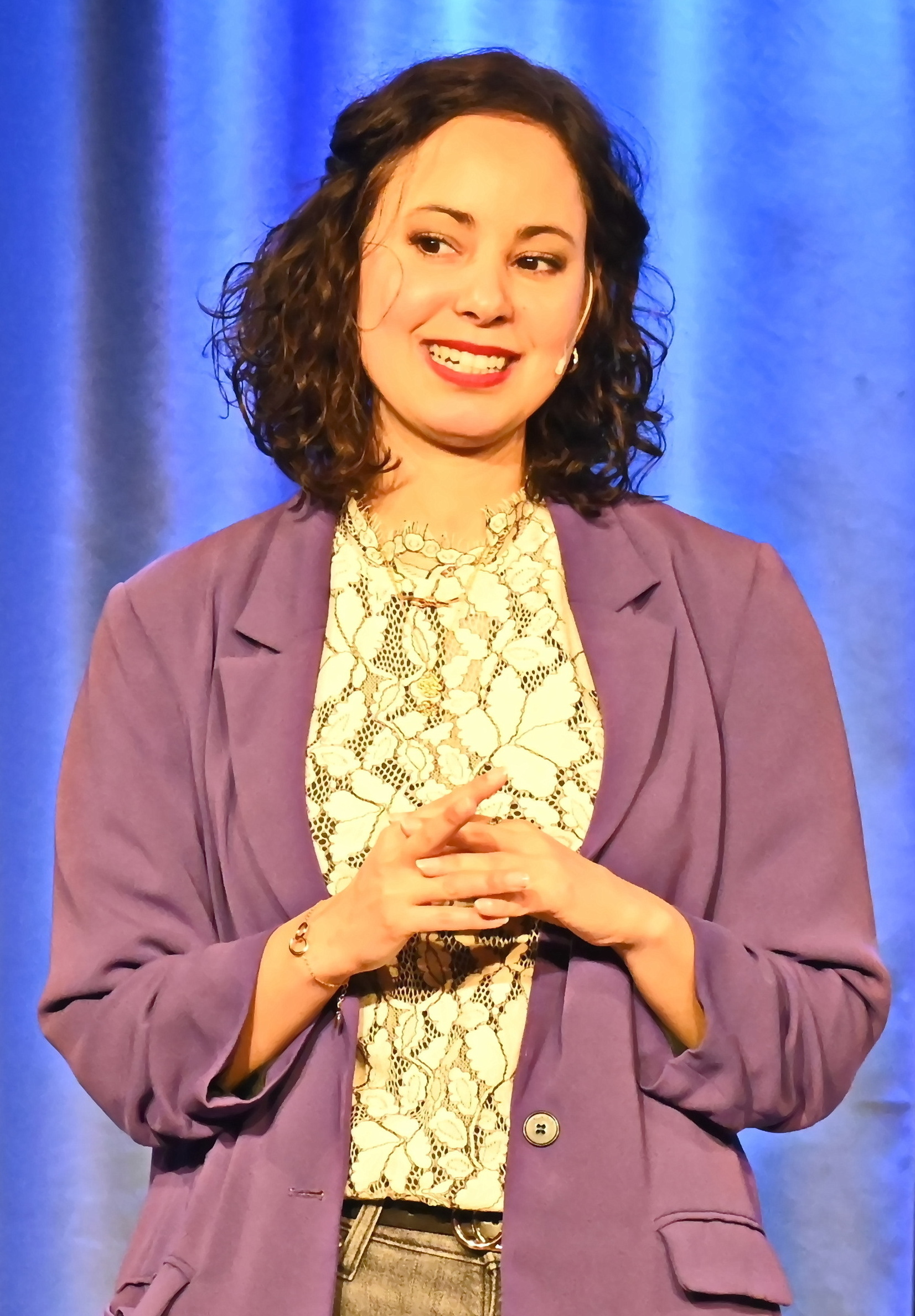
Jeannine Gaspár, 2025

Jeannine Gaspár (* 1987 in Bielefeld) ist eine deutsche Schauspielerin mit portugiesischen und angolanischen Wurzeln.

## Leben

### Ausbildung und Anfänge
Ihr Schauspieldebüt gab sie 2009 mit Tschechows Platonow in der Rolle der Sascha auf der Bühne des Theater Bielefeld und begann 2011 eine Schauspielausbildung an der Theaterakademie Vorpommern, die sie 2015 abschloss. Am Institut für Schauspiel, Film- und Fernsehberufe in Berlin machte sie 2016 eine Weiterbildung für Camera acting und nahm 2019 an einem Susan Batson Intensivschauspielkurs bei Bettina Lohmeyer teil.
Während ihres Schauspielstudiums war sie bereits in vielen Inszenierungen der Vorpommerschen Landesbühne zu sehen und sammelte auch mehrere Erfahrungen in großen Hauptrollen auf der Freilichtbühne, u. a. bei den Vineta-Festspielen unter der Regie von Wolfgang Bordel.
Ihre Engagements führten sie schließlich an verschiedene Theater im deutschsprachigen Raum. Am Landestheater Neustrelitz/Schauspielhaus Neubrandenburg verkörperte sie in der Spielzeit 2015/16 die Ismene in Antigone, war in Gerhart Hauptmanns Roter Hahn im Biberpelz zu sehen und spielte in Ein Sommernachtstraum von Shakespeare die Hermia.
Weitere Theater Engagements führten sie nach Rostock, Darmstadt und Braunschweig, sowie Hannover, wo sie 2017/18 auch auf Tournee mit Boulevardtheaterstücken, wie Drei Mann in einem Boot und Charleys Tante ging.
2018 zog sie nach Berlin und spielte am Berliner Kriminal Theater u. a. in der sehr erfolgreichen Uraufführung von Sebastian Fitzeks Roman Passagier 23 die Rolle der Lisa Stiller.

### Film und Fernsehen
2019 war sie in der RTL-Serie Nachtschwestern in der Folge Sturmwarnung als Elena Ramiréz zu sehen.
Ab April 2020 (Folge 3369) gehörte sie zur Hauptbesetzung der ARD-Telenovela Sturm der Liebe und wurde einem breiten Publikum durch die Rolle der Vanessa Sonnbichler, die Nichte von Alfons Sonnbichler, dargestellt von Sepp Schauer bekannt. Im Juli 2023 nahm sie gemeinsam mit Katrin Anne Heß in der Serie Abschied.

## Filmografie (Auswahl)
- 2019: Nachtschwestern (Fernsehserie, Folge: Sturmwarnung)
- 2020–2023: Sturm der Liebe (Fernsehserie)
- 2023: Aktenzeichen XY... ungelöst (Fernsehsendung)
- 2025: Die Rosenheim-Cops (Fernsehserie, Folge: Frau Meyr geht online)